# Myospila pallidicornis
Myospila pallidicornis este o specie de muște din genul Myospila, familia Muscidae. A fost descrisă pentru prima dată de Jacques-Marie-Frangile Bigot în anul 1888. Conform Catalogue of Life specia Myospila pallidicornis nu are subspecii cunoscute.